# Eastern Maine Railway (1882)
Die Eastern Maine Railway war eine Eisenbahngesellschaft in Maine (Vereinigte Staaten). Sie wurde am 1. Februar 1873 zunächst als „Bucksport and Bangor Railroad“ gegründet und eröffnete ihre Bahnstrecke Bangor–Bucksport (31,1 km) Ende 1874. Da die Strecke in Bangor von der European and North American Railway (E&NA) abzweigte, baute man sie wie diese in indischer Breitspur (1676 mm). Am gleichen Tag wurde die Gesellschaft von der E&NA geleast. Zusammen mit der E&NA spurte man die Bahn 1877 auf Normalspur (1435 mm) um.
Der Pachtvertrag mit der E&NA lief am 1. Oktober 1879 aus und nachdem die Gesellschaft in finanzielle Not geraten war, wurde sie an L. L. Lincoln aus Augusta verkauft, der die Strecke in Richtung Osten verlängern wollte. Am 1. Februar 1882 gründete er die Gesellschaft in die „Eastern Maine Railway“ (EMR) um. Die Maine Central Railroad (MEC) pachtete die EMR am 1. Mai 1883 für 999 Jahre. Die von Lincoln geplante Verlängerung wurde durch die MEC als Abzweig gebaut. Der Personenverkehr auf der Strecke endete 1936. Die Strecke ist jedoch im Güterverkehr heute noch in Betrieb und wird von den Pan Am Railways genutzt.